# Idaea sanguinaria
Idaea sanguinaria är en fjärilsart som beskrevs av Jacob Hübner 1787. Idaea sanguinaria ingår i släktet Idaea och familjen mätare. Inga underarter finns listade i Catalogue of Life.